# Kazimierz Moskal

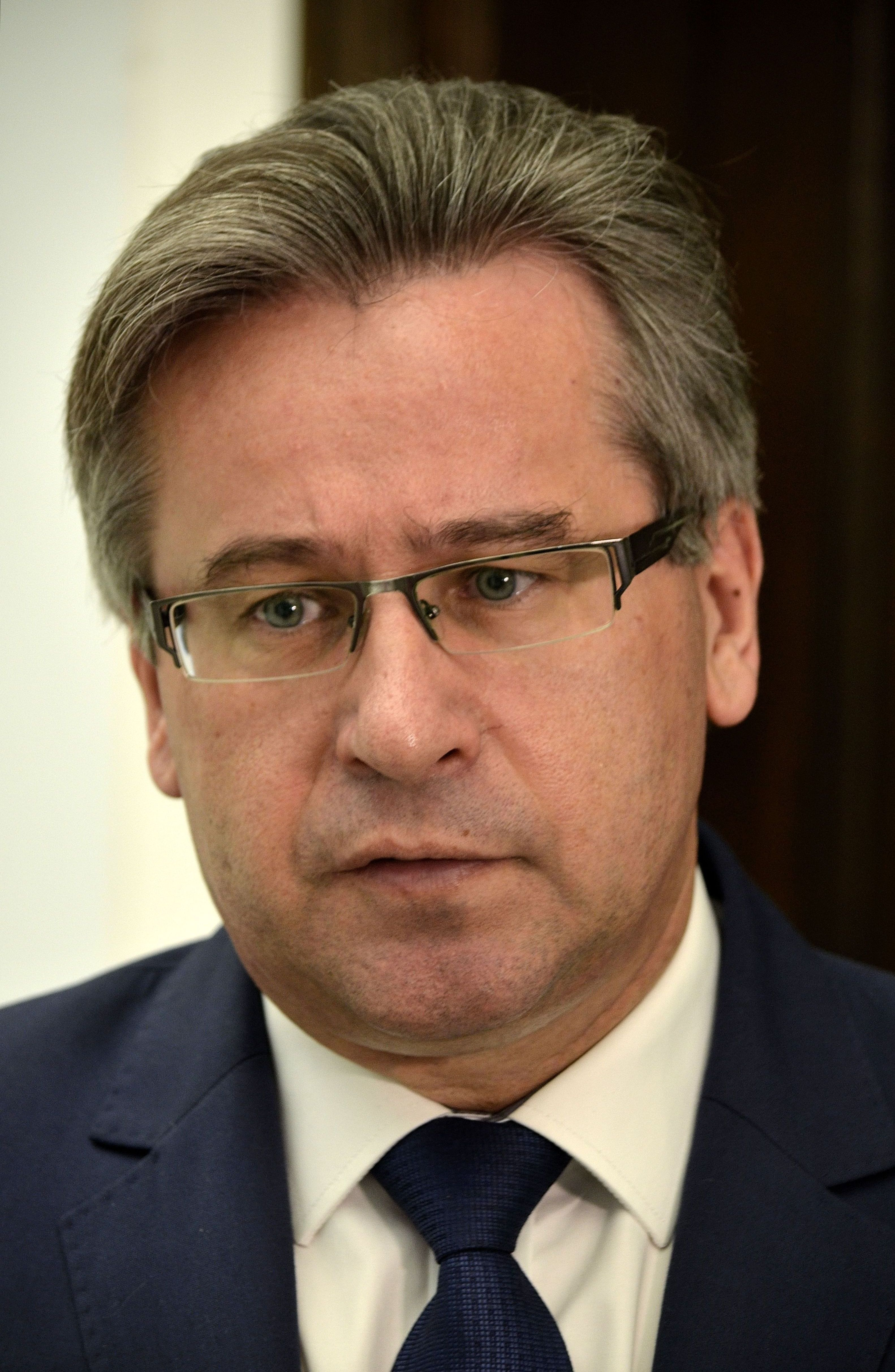
Kazimierz Moskal (2015)

Kazimierz Marian Moskal (* 2. Februar 1962 in Żyraków) ist ein polnischer Politiker (PiS). Er war von 2005 bis 2023 Abgeordneter des Sejm in der V., VI., VII., VIII. und IX. Wahlperiode. Seit 2024 ist er Bürgermeister der Gmina Ropczyce.

## Leben und Beruf
1988 beendete Moskal das Studium der Geschichtswissenschaften an der Humanistischen Fakultät der Pädagogischen Akademie in Krakau. Später absolvierte er Aufbaustudien in öffentlicher Verwaltung an der Jagiellonen-Universität (1996) und in Europastudien an der Universität Rzeszów (2004). In den Jahren 1991 bis 2005 arbeitete er als Lehrer und Direktor einer Schule in Dębica.
Moskal ist verheiratet und hat vier Kinder.

## Politik
Von 1998 bis 2005 war Moskal Stadtrat von Ropczyce. Bei den Parlamentswahlen 2005 wurde er über die Liste der Prawo i Sprawiedliwość (PiS), der er 2003 beigetreten war, für den Wahlkreis Rzeszów in den Sejm gewählt. Bei den Sejmwahlen 2007 wurde er für die PiS mit 21.612 Stimmen als Abgeordneter bestätigt. Auch bei den Wahlen 2011, 2015 und 2019 konnte er sein Mandat verteidigen. Im September 2020 wurden er und 14 weitere Abgeordnete von der PiS kurzzeitig suspendiert, weil sie im Widerspruch zur Parteidisziplin gegen die Verabschiedung einer Änderung des Tierschutzgesetzes gestimmt hatten. Bei der Parlamentswahl 2023 trat Moskal nicht mehr an.
Bei den Selbstverwaltungswahlen 2024 wurde er zum Bürgermeister der Gmina Ropczyce gewählt. Er setzte sich im mit 50,3 % der Stimmen knapp gegen seinen Vorgänger Bolesław Bujak von der PSL durch.